# Sebastián Villa (football)
Sebastián Villa, né le 19 mai 1996 à Bello en Colombie, est un footballeur international colombien qui évolue au poste d'ailier droit au Independiente Rivadavia.

## Biographie

### Deportes Tolima
Sebastián Villa commence le football en Colombie avec le club de Deportes Tolima. Il joue son premier match en pro le 4 février 2017, contre le Jaguares FC en championnat. Il commence ce match en tant qu'ailier gauche, et son équipe s'incline (1-0).

### Boca Juniors
En juin 2018, Sebastián Villa rejoint l'Argentine en signant dans l'un des plus prestigieux clubs du pays, Boca Juniors. Le 12 août 2018, il joue son premier match sous ses nouvelles couleurs contre le CA Talleres, en entrant en jeu à la place de Cristian Pavón ; Boca s'impose alors sur le score de 1-0. Le 3 septembre 2018, il inscrit son premier but pour son nouveau club face à Vélez Sarsfield, lors d'une victoire des siens par trois buts à zéro.
En mai 2022, Villa est accusé par une ancienne compagne d'abus sexuel et tentative d'homicide alors qu'il a déjà été accusé de violences conjugales par une autre ancienne compagne plus de deux ans plus tôt. Le Boca réagit en déclarant se mettre à disposition de la victime mais ne communique pas sur d'éventuelles sanctions envers son joueur. Le lendemain de cette accusation, il est titulaire pour la demi-finale des playoffs de la Copa de la Liga contre le Racing Club et convertit son penalty lors de la séance de tirs au but, remportée par le Boca. Villa se fait remarquer pour la célébration de son but, l'index pointant son oreille vers le public adverse comme pour signifier qu'il est sourd aux insultes reçues tout le match, selon le site web de la chaîne télévisée argentine TN (en). 

### PFK Beroe Stara Zagora
Sous contrat jusqu'en décembre 2024 avec Boca juniors, il a été écarté du groupe xeneize après avoir été condamné à 25 mois de prison pour des violences conjugales. Une situation qu'il conteste légalement : se considérant désormais libre, il signe pour deux ans pour les Bulgares de PFK Beroe Stara Zagora.

### En équipe nationale
Sebastián Villa est convoqué pour la première fois avec l'équipe nationale de Colombie en août 2018 et honore sa première sélection lors de ce rassemblement, le 8 septembre 2018 contre le Venezuela. Il entre en jeu à la place de Juan Quintero et les Colombiens s'imposent (2-1). Quatre jours plus tard, il reçoit sa deuxième sélection contre l'Argentine, où il joue seulement 11 minutes (0-0).
Il reste ensuite sur le banc des remplaçants lors de matchs face aux États-Unis et au Costa Rica, disputés en octobre 2018. Par la suite, le 22 mars 2019, il est pour la première fois titularisé, lors d'une rencontre face au Japon (victoire 0-1). Il est de nouveau titularisé quatre jours plus tard, face à la Corée du Sud (défaite 2-1).

## Affaire judiciaire
En avril 2020, Daniela Cortés, alors compagne de Villa, accuse ce dernier de violences conjugales en publiant une vidéo sur les réseaux sociaux la bouche en sang. Le joueur se  défend en affirmant vouloir « clarifier la situation avec les bonnes personnes ». Alors que l'audience de Villa pour cette affaire n'a pas encore eu lieu, une nouvelle plainte d'une autre femme sort en mai 2022, cette fois pour abus sexuel et tentative d'homicide. L'accusatrice, en relation avec le Colombien depuis deux ans, précise que les faits remontent à juillet 2021 au domicile de Villa à Ezeiza, et que deux autres hommes, des gardes du corps, ont participé aux abus. Villa, rentré alcoolisé, embrasse sa compagne avant de serrer sa mâchoire avec force, l'empêchant de respirer. Par la suite, il la viole en la pénétrant sans son consentement. Elle parvient à quitter les lieux avec l'aide d'un ami. La plainte, que le site web journalistique argentin Infobae (es) s'est procuré, révèle que des proches de Villa ont tenté de la soudoyer avec de l'argent en échange de son silence. Malgré ces accusations, Villa n'est pas écarté de son équipe du Boca Juniors et continue même à jouer.